# وارد (آرکانزاس)
وارد (آرکانزاس) (به انگلیسی: Ward, Arkansas) یک شهر در ایالات متحده آمریکا با جمعیت ۴٬۰۰۰ نفر است که در آرکانزاس واقع شده‌است.

## موقعیت جغرافیایی
موقعیت جغرافیایی شهرها و مناطق اطراف به شرح زیر است: